# Бил Мънроу
Бил Мънро̀у (на английски: Bill Monroe, [bɪɫ mənˈroʊ]) е американски певец, мандолинист и автор на песни.

## Биография
Роден е на 13 септември 1911 година в Роузин, щата Кентъки, в селско семейство. Родителите му умират рано и той започва да се занимава с музика, като с популяризирането на радиото в средата на 30-те години придобива широка известност. Той поставя началото на стила блуграс, вариант на кънтри музиката, изпълняван главно с акустични струнни инструменти.
Бил Мънроу умира на 9 септември 1996 година в Спрингфийлд.